# محمود بلبع
محمود سعد محمود بلبع (ولد في 30 يناير 1952) وزير الكهرباء والطاقة في وزارة هشام قنديل من أغسطس 2012 وحتى تعديلات يناير 2013، كما شغل منصب رئيس الشركة القابضة للكهرباء، حيث هدد العاملون في قطاع الكهرباء بالامتناع عن العمل والدخول في إضراب عام، احتجاجًا على توليته للوزارة لإنتمائة للحزب الوطني المنحل وسوء أداءه وتخلفه عن تنفيذ وعود للعاملين.